# Basia Trzetrzelewska
Barbara Stanisława Trzetrzelewska, nota anche con lo pseudonimo di Basia (Jaworzno, 30 settembre 1954), è una cantante polacca.
Il suo genere è il pop-jazz. Ha avuto successo internazionale negli anni ottanta, soprattutto cantando nel gruppo inglese dei Matt Bianco. La sua carriera da solista è stata comunque piuttosto fortunata. È anche autrice e produttrice. Risale al 2007 la pubblicazione di una raccolta dei suoi brani più celebri.

## Discografia

### Coi Matt Bianco
- 1984 Whose Side Are You On?
- 2004 Matt's Mood

### Solista
- 1987 Time and Tide
- 1990 London Warsaw New York
- 1990 The Best Remixes (remix album - Giappone)
- 1991 The Best Remixes II (remix album - Giappone)
- 1991 Brave New Hope (EP)
- 1994 The Sweetest Illusion
- 1995 Basia on Broadway (live album)
- 1998 Clear Horizon - The Best of Basia (compilation)
- 2003 Super Hits - The Best of Basia (compilation)
- 2007 Sweetest Pleasures - The Best of Basia (compilation)
- 2009 It's That Girl Again
- 2011 From Newport To London (compilation live - Polonia)
- 2018 Butterflies